# Most Vasco da Gama
Most Vasco da Gama (portugalsko: Ponte Vasco da Gama) je most s poševnimi zategami obdan z viaduktoma in se razteza čez reko Tajo v Parque das Nações v Lizboni, glavnem mestu Portugalske. Je drugi najdaljši most v Evropi (vključno z viadukti) v skupni dolžini 17,2 km (0,8 kilometra glavnega razpona, 11,5 km viadukta in 4,8 km namenskih dovoznih cest). Njegov namen je omiliti zastoje na drugem pomembnem mostu v Lizboni  - mostu 25 de Abril in da se pridruži prej nepovezanim avtocestam okoli Lizbone.
Gradnja se je začela februarja 1995, most je bil odprt za promet 29. marca 1998, ravno pravi čas za Expo 98, svetovno razstavo, s katero so praznovali 500. obletnico odkritja Vasco da Gama morske poti iz Evrope v Indijo.

## Opis
Na mostu je šest prometnih pasov, ima omejitev hitrosti 120 km / h (enako kot na avtocestah), razen na enem odseku, kjer je omejena na 100 km / h. V vetrovnih, deževnih in meglenih dneh je omejitev hitrosti zmanjšana na 90 km / h. Število prometnih pasov se bo lahko razširilo na osem, ko bo promet dosegel dnevno povprečje 52.000.
Odseki mostu so:
1. severna dostopna cesta
2. severni viadukt - 488 m
3. viadukt Expo - 672 m; 12 razponov
4. Glavni most - glavni razpon: 420 m; stranska 203 m vsak (skupna dolžina: 829 m); pilona sta visoka 150 m; svetla višina za plovbo pri visoki plime znaša 45 m;
5. centralni viadukt - 6.351 m; 80 montažnih razponov dolgih po 78 m; 81 stebrov do 95 m globokih; višina od 14 m  do 30 m;
6. južni viadukt - 3.825 m; 84 razponov po 45 m; 85 stebrov;
7. južna dostopna cesta - 3.895 m; vključuje cestninsko postajo (18 stez) in dva oskrbna centra.

## Gradnja in stroški
Projekt vreden $ 1,1 milijarde je bil razdeljen na štiri dele, vsak zgrajen z drugo družbo in nadzorovan s strani neodvisnega konzorcija. Na gradbišču je bilo do 3300 delavcev istočasno. Dela so trajala 18 mesecev za pripravo in 18 mesecev za gradnjo. Financiranje je potekalo preko sistema build-operate-transfer (BOT) družbe Lusoponte  (zasebni konzorcij), ki je dobil prvo 40-letno cestnino za oba lizbonska mostova. Kapitalska družba Lusoponte je sestavljena: 50,4 % iz portugalskih podjetij, 24,8 % francoskih in 24,8 % britanskih. Od junija 2014 znaša cestnina 2,65 € na osebni avtomobil (do 11,55 € za tovornjak (avgust 2013)) proti severu (v Lizbono). Na južni smeri ni nobene cestnine.
Pričakovana življenjska doba mostu je 120 let. Oblikovan je bil za prenašanje hitrosti vetra 250 km / h in potresa 4,5-krat močnejšega od zgodovinskega lizbonskega potresa leta 1755  (ocenjen na 8,7 stopnje po Richterjevi lestvici). Najgloblji piloti za temeljenje imajo premer do 2,2 m in so globoki do 95 m pod srednjo morsko gladino. Pritisk naravovarstvenikov na celotnem projektu je povzročil, da je levi viadukt razširjen na celino za ohranitev močvirja pod njim, tudi javna razsvetljava po celotnem mostu je nagnjena tako, da ne oddaja svetlobe na reki spodaj.